# Moriz Kuhn
Moriz Kuhn (* 11. Januar 1843 in Brünn, Mähren; † nach 1889) war ein österreichischer Physiker.
Kuhn wurde an der polytechnischen Schule in Brünn und an der Universität Wien ausgebildet. 1867 begann er seine Arbeit im Institut für Meteorologie und Erdmagnetismus. Im Oktober 1868 übernahm Kuhn einen Posten am polytechnischen Institut Wien, ehe er ab 1870 an der K. K. Staats-Ober-Realschule im siebten Wiener Bezirk in Mathematik und Physik unterrichtete.
Kuhn war von 1872 bis 1877 Herausgeber der Zeitschrift Die Realschule. Von 1877 bis 1889 gab er die Zeitschrift für das Realschulwesen heraus.

## Schriften
- Ueber die Lichtenberg'schen figuren L. W. Seidel & sohn 1873
- Ueber die Beziehung zwischen Druck, Volumen und Temperatur bei Gasen Kuhn 1875
- Unmittelbare und sinngemässe Aufstellung der Energie als mechanischen Hauptbegriffes und darauf gestützte, folgerichtige Ableitung der übrigen grundlegenden Begriffe der Physik Selbstverlag Dr. von Kreisel und Gröger 1896